# Maman a tort (chanson)
Pour les articles homonymes, voir Maman a tort.
Singles de Mylène Farmer
On est tous des imbéciles
(1985)
Maman a tort est le premier single de Mylène Farmer, sorti en mars 1984.
Écrit par Jérôme Dahan et Laurent Boutonnat, ce titre, aux allures de comptine, raconte l'amour d'une petite fille internée dans un hôpital pour son infirmière.
Refusé par toutes les maisons de disques pendant un an, le disque paraît chez RCA, qui accepte de le sortir sans grande conviction, considérant la chanson comme un OVNI avec son texte ambigu et sa musique enfantine.
Malgré de bonnes critiques et un clip remarqué, la chanson a du mal à s'imposer, les programmateurs la jugeant trop subversive. Le jeune trio fait alors appel aux services de l'éditeur Bertrand Le Page : le 45 tours est réédité avec une nouvelle pochette et le titre passe en boucle sur les ondes durant l'été 1984. Maman a tort devient un succès et se vend à plus de 100 000 exemplaires.
Compte tenu de son thème, le titre crée la controverse, Mylène Farmer se voyant même interdite de certaines émissions de jeunesse.
Une version en anglais est enregistrée, My Mum is Wrong, qui ne sera exploitée que de façon confidentielle. Maman a tort sera intégré par la suite à l'album Cendres de lune en 1986.

## Genèse
Au début des années 1980, Mylène Gautier vit de petits boulots et rêve de faire du cinéma. Lors d'un casting, elle rencontre l'assistant-régisseur Jérôme Dahan. Passionné de musique comme elle, il rêve d'écrire pour de grands noms de la chanson.

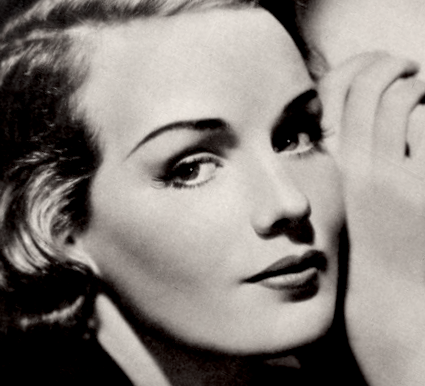
Mylène Farmer choisit son nom de scène en hommage à l'actrice Frances Farmer.

Peu de temps après, Dahan rencontre le réalisateur et compositeur Laurent Boutonnat, avec qui il monte une maison d’édition qui propose des chansons pour les artistes en vogue, dont Lio. Ensemble, ils composent Maman a tort, dont le texte évoque l'amour d'une petite fille internée en hôpital psychiatrique pour son infirmière. La chanson est d'abord proposée à une jeune fille de quinze ans, mais en raison de complications juridiques liées à son âge, ils préfèrent renoncer.
Ils organisent alors un casting. Parmi les candidates, se trouve Mylène Gautier, qui passe sa première audition musicale. « Dès que je l'ai aperçue, j'ai aussitôt compris que ce serait elle et personne d'autre. On aurait juré qu'elle sortait de l'hôpital avec ses cheveux longs, à la limite de la psychose » déclarera Boutonnat. Dahan confirmera : « Quand elle a chanté la chanson, j'ai eu la réelle impression que c'était vraiment elle qui avait écrit le texte ! ». Mylène Gautier devient Mylène Farmer, en hommage à Frances Farmer, une actrice américaine des années 1930 au destin tragique.
Après l'enregistrement, le trio cherche désespérément une maison de disques. Pendant un an, toutes refusent le titre, le trouvant trop spécial et trop différent des tubes de l'époque.
Au bout d'un an, RCA accepte frileusement de commercialiser le 45 tours avec un contrat de licence (sans prendre en charge les coûts de promotion).

## Paroles et musique
Composée par Jérôme Dahan et Laurent Boutonnat, la chanson est construite comme une comptine, d'apparence naïve, dans laquelle une petite fille hospitalisée avoue son amour pour son infirmière : « 1. Maman a tort / 2. C'est beau l'amour / 3. L'infirmière pleure / 4. Je l'aime ».

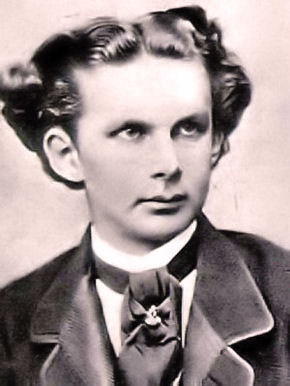
Mylène Farmer dédie la chanson à Louis II de Bavière.

Pour ce texte, Jérôme Dahan s'inspire des films Ludwig ou le Crépuscule des dieux (sur le roi homosexuel Louis II de Bavière), Frances (sur l'actrice Frances Farmer, dont l'un des internements psychiatriques a été organisé par sa propre mère) et Psychose 2 (où un meurtrier sort d'un asile et se sent persécuté par le fantôme de sa mère).
Les mentions « À Francès » et « À Louis II de Bavière » sont inscrites sur le verso de la pochette.

### Interprétations
Les paroles de la chanson ont souvent été considérées comme saphiques, autant pour son refrain (« J'aime ce qu'on m'interdit / Les plaisirs impolis / J'aime quand elle me sourit / J'aime l'infirmière, maman ») que pour ses couplets (« 5. Il est d'mon droit / 6. De tout toucher », « 1. L'infirmière chante / 2. Ça m'fait des choses… »).
Mylène Farmer donnera plusieurs interprétations au texte, variant son discours en fonction de son interlocuteur.
Alors qu'elle confirme dans certains médias son goût pour l'interdit et le côté saphique du texte,, elle donne une version plus édulcorée pour la presse jeune ou lors de l'émission populaire Champs-Élysées, ce qu'elle confirmera plus tard en déclarant avoir esquivé en raison du format familial de l'émission : « La provocation c'est bien, mais il y a des moments où il faut être intelligent. C'est aussi moi, mon privilège de pouvoir répondre ce que je veux et biaiser. »

## Sortie et accueil
Maman a tort sort en 45 tours en mars 1984 avec une pochette sombre montrant une photo en noir et blanc de Mylène Farmer en nuisette, prise par John Frost en 1983.
Mylène Farmer interprète la chanson pour la première fois à la télévision le 22 mars, dans l'émission La vie à plein temps sur FR3 Midi-Pyrénées. Une semaine plus tard, elle chante dans l'émission Jour J sur TF1.

Un vidéo-clip est réalisé par Laurent Boutonnat : malgré son faible budget (5 000 francs), celui-ci est salué par la critique.
Le jeune trio sent que RCA ne croit pas beaucoup en eux, d'autant plus que la chanson a du mal à s'imposer, les programmateurs la jugeant trop subversive.
Boutonnat appelle alors un jeune éditeur qu'il avait connu quelques mois plus tôt, Bertrand Le Page (éditeur de la chanson Mise au point de Jakie Quartz et manager de cette dernière).
Le Page fait rééditer le 45 tours durant l'été avec une nouvelle pochette.
Mylène Farmer commence à donner des interviews à la presse, notamment la presse jeune, et participe à de nouvelles émissions.
Le titre parvient alors à être de plus en plus diffusé à la radio, comme le confirmera Michel Drucker lors du passage de la chanteuse en septembre 1984 dans Champs-Élysées : « Sur les routes de France, cet été, je ne pouvais pas allumer un poste de radio sans vous entendre. On voyait des petites filles qui comptaient : 1. Maman a tort… ».
Le single devient dès lors un succès et se vend à plus de 100 000 exemplaires. Il sera intégré par la suite à l'album Cendres de lune en 1986.

### Controverse et censure
Avec son texte ambigu pouvant évoquer l'homosexualité, la chanson crée la controverse.
Certaines chaînes refusent de diffuser le clip, l'estimant malséant. La chanteuse est même censurée de l'émission Salut les Mickey de TF1.
Quoi qu'il en soit, Maman a tort pose déjà les bases de l'univers de Mylène Farmer, qui fera des textes à double sens une de ses marques de fabrique et abordera tout au long de son œuvre des sujets tels que la transgression, l'amour, l'enfance, la souffrance, la sexualité ou encore la psychanalyse.

### Accueil critique
- « Un premier titre en forme de tube qui rend perplexes les radios traditionnelles. » (Charlie Hebdo)[19]
- « 3 min 35 s non conformistes, non conventionnelles, et sans provocation. » (Sur la même longueur d'ondes)[8]
- « Une petite merveille d'espiègleries. » (Libération)[20]
- « Un premier 45 tours très très prometteur. » (OK! Magazine)[21]
- « Une drôle de petite chanson perverse qui a le goût des bonbons trop acidulés. » (Le Matin de Paris)[22]
- « Génial : rythmé, piquant, original. » (Chanson Magazine)[23]
- « C'est un vent de fraîcheur, de tendresse et de malice qu'apporte la belle Mylène Farmer à la chanson française. » (Posters Magazine)[24]
- « Un simple quasi parfait, malsain, schizoïde à souhait. » (Libération)[25]
- « Sous ses airs de conte étrange aux allures saphiques, la chanson se révèle un petit OVNI efficace, à la mélodie binaire et accrocheuse, assorti d'un clip tout aussi déroutant. »[26]

## Vidéo-clip
Réalisé par Laurent Boutonnat, le clip a été tourné en deux jours et a coûté 5 000 francs.
D'apparence naïve et enfantine, tout comme la chanson avec ses allures de comptine, le clip révèle en réalité une portée plus psychanalytique, confirmée par l'apparition à deux reprises du portrait de Sigmund Freud.

### Synopsis

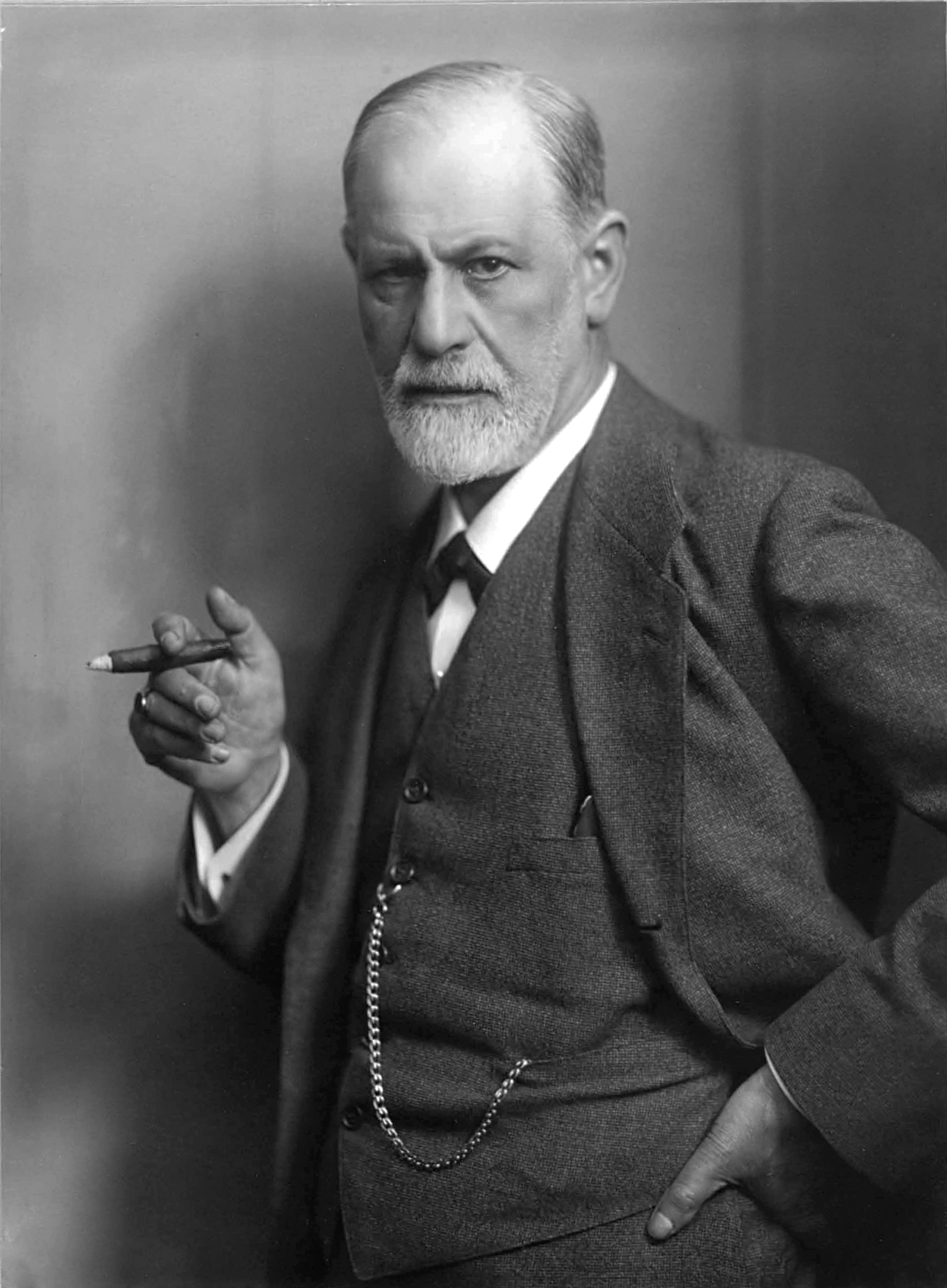
Le portrait de Sigmund Freud est la première et dernière image du clip.

La vidéo commence par un portrait de Sigmund Freud en gros plan, suivi par celui d'une femme.
La silhouette de la chanteuse, vêtue d'une chemise de nuit blanche et transparente, apparaît en contre-jour.
Chaque chiffre de la comptine montre une photo différente de Mylène Farmer, tandis que les paroles s'affichent en bas de l'écran.
La chanteuse apparaît ensuite d'un fond noir et s'arrête devant trois enfants amusés.
Après une nouvelle série de photos, elle chante le refrain de façon candide sous une lumière bleutée, devant un décor enfantin d'étoiles et de lune.
Mylène Farmer et les enfants sont ensuite présentés tels des manifestants tenant des pancartes Maman a tort.
Les images suivantes montrent des photos de la chanteuse heureuse et enjouée.
Quelques secondes plus tard, changement de ton : les enfants sont attablés, le visage grave, avec à leur côté une silhouette représentant la mère. Au centre de la table, figure la tête coupée de Mylène Farmer dans une assiette, que les enfants s'apprêtent à dévorer.
La comptine reprend mais la série de photos cesse, faisant place au visage de Mylène Farmer en larmes, sous la lumière bleutée. Les paroles n'apparaissent plus non plus, symbolisant le fait que la chanteuse doit se taire.
Au refrain suivant, celle-ci est repliée sur elle-même et filmée de haut, donnant l'impression d'une enfant qui se confie à un adulte. Elle ne chante plus de façon candide mais de façon plus profonde. Espérant du réconfort, elle ne reçoit que des gifles.
Le rythme de la chanson se coupe alors : la chanteuse refuse de se soumettre et maintient son « 1. Maman a tort / 2. C'est beau l'amour / 3. L'infirmière pleure / 4. Je l'aime ».
Puis, filmée de face et de dos, elle reprend une dernière fois son refrain, apparaissant cette fois sous une lumière plus blanche.
La silhouette de la mère, au centre de l'image, reste quant à elle sous une lumière bleutée. La vidéo se termine par le portrait de Freud.

### Critiques et censure
Le clip est diffusé pour la première fois à la télévision en mai 1984.
Lors de son passage dans l'émission Clip Clap sur FR3 Île de France en juillet 1984, le clip est censuré en plein milieu de diffusion (« la chaîne a pris peur »). Bien que quelques émissions soient réticentes à le diffuser, ce premier clip de Laurent Boutonnat est salué par la critique et est nommé au Festival du vidéo-clip de Juan-les-Pins.
- « Un des meilleurs clips de l'année. » (Télé Star)[16]
- « Entêté, persévérant, Laurent Boutonnat est bien décidé à trancher avec la monotonie des programmes musicaux proposés jusqu'ici. » (Le Matin de Paris)[29]
- « On pourra alors relire la chanson comme l'histoire sordide d'une thérapie de conversion, la jeune fille étant envoyée à l'hôpital pour "guérir" son homosexualité. Le clip renforce cette hypothèse en évacuant la figure rassurante de l'infirmière et en mettant l'accent sur l'univers psychiatrique. »[7]

### Projet d'un second clip
Laurent Boutonnat souhaitait tourner un deuxième clip plus cinématographique pour Maman a tort. D'une durée de 7 minutes, en cinémascope et en noir et blanc, il mettait en scène une jeune fille internée dans un hôpital psychiatrique par sa mère, étroitement surveillée par des nonnes qui l'acculent au suicide.
RCA refusera d'accorder les crédits demandés par le jeune cinéaste, jugeant le scénario trop dérangeant et le coût trop important (450 000 francs).

## Promotion
Mylène Farmer interprète la chanson pour la première fois à la télévision le 22 mars 1984, dans l'émission La vie à plein temps sur FR3 Midi-Pyrénées.
Une semaine plus tard, elle chante dans l'émission Jour J sur TF1.
Après quelques passages télévisés durant l'été, notamment dans Les Jeux de 20 heures, Mylène Farmer est invitée à la rentrée dans des émissions très populaires comme Champs-Élysées, L'Académie des neuf, Ring parade ou encore Cocoricocoboy.

Elle chantera le titre une quinzaine de fois à la télévision en 1984, dont la moitié dans des émissions régionales de FR3 et TMC.
En 1985 et 1986, alors qu'elle assure la promotion de ses nouvelles chansons, Mylène Farmer interprète de nouveau Maman a tort dans quelques émissions régionales de FR3 et sur RTL TV.

## Classements hebdomadaires
Maman a tort s'est classé durant sept semaines dans les meilleures ventes de singles à partir du 2 septembre 1984 et parvient à atteindre la 44e place lors de sa quatrième semaine de présence dans le classement.
Le titre s'est classé à la 104e place des ventes en 2014, à l'occasion des 30 ans de la sortie de la chanson.
| Classement (1984) | Meilleure position |
| ----------------- | ------------------ |
| France (Ventes)   | 44                 |

| Classement (2014) | Meilleure position |
| ----------------- | ------------------ |
| France (Ventes)   | 104                |

## Liste des supports
| A. | Maman a tort                | 3:35 |
| B. | Maman a tort (instrumental) | 3:30 |

| A. | Maman a tort (version longue) | 6:12 |
| B. | Maman a tort (instrumental)   | 3:30 |

## Crédits
- Paroles : Jérôme Dahan
- Musique, production, arrangements et réalisation : Jérôme Dahan et Laurent Boutonnat
- Studio : Le Matin Calme (Jean-Claude Dequéant)
- Mixage : Philippe Omnès, Studio Davout[34]

## Interprétations en concert

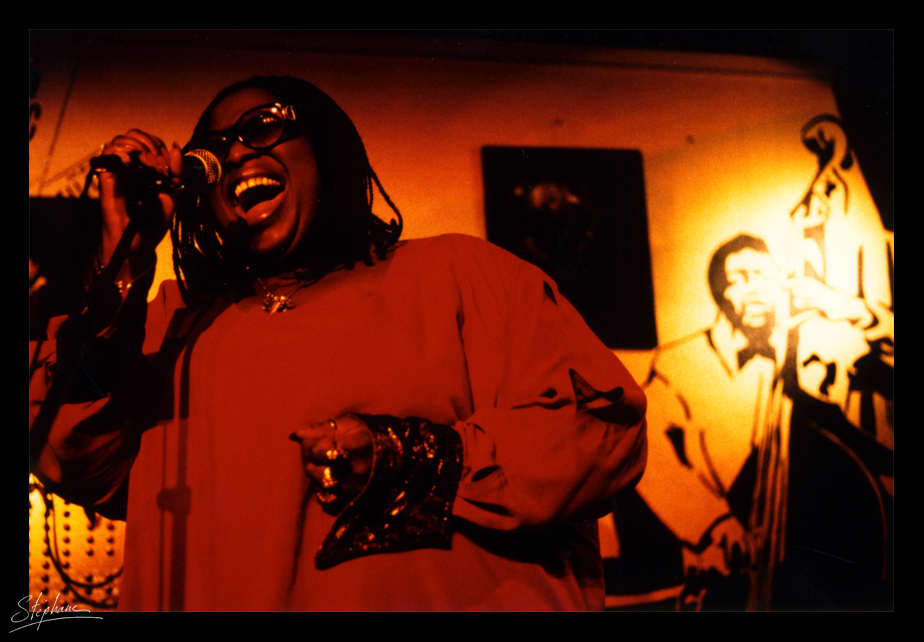
Carole Fredericks.

Maman a tort a été interprété lors de la première tournée de Mylène Farmer en 1989, après avoir été introduit par un petit sketch de la choriste Carole Fredericks, qui jouait le rôle de la mère. Vêtue d'un pyjama blanc, Mylène Farmer apparaît en sortant de sous la robe de la choriste, avec qui elle chantera le titre.
Le premier couplet de la chanson a été interprété lors du Mylénium Tour en 1999, dans un medley incluant Maman a tort, Libertine, Sans contrefaçon et Pourvu qu'elles soient douces.
Un extrait de Maman a tort est également présent lors de la tournée Timeless 2013, durant laquelle la chanteuse fait reprendre le premier couplet au public.

## Albums et vidéos incluant le titre

### Albums de Mylène Farmer
| Année | Album           | Version                                        | Durée     | Certifications de l'album  |
| 1986  | Cendres de lune | Nouvelle version Instrumental (réédition 2024) | 4:08 4:06 | 2 × Or                     |
| 1989  | En concert      | Live 1989                                      | 6:20      | 2 × Or                     |
| 2000  | Mylénium Tour   | Medley 1999                                    | 6:48      | 2 × Platine · Or           |
| 2001  | Les mots        | Version longue                                 | 5:55      | Diamant · 2 × Platine · Or |
| 2025  | 86-97           | Nouvelle version                               | 4:07      |                            |

### Vidéos de Mylène Farmer
| Année | Vidéo              | Version     | Durée | Certifications de la vidéo            |
| 1987  | Les clips          | Vidéo-clip  | 3:50  | Platine                               |
| 1990  | En concert         | Live 1989   | 6:13  | 2 × Platine (VHS) · 2 × Platine (DVD) |
| 2000  | Mylénium Tour      | Medley 1999 | 6:45  | Diamant (VHS) · Diamant (DVD) · Or    |
| 2001  | Music Videos (DVD) | Vidéo-clip  | 3:50  | Diamant                               |
| 2014  | Timeless 2013      | Live 2013   | 1:43  | Diamant                               |

### Compilations multi-artistes
| Année | Compilation | Version        | Durée | Certifications de l'album |
| 1984  | 6 Succès    | Version Single | 3:35  | -                         |
| 1984  | 17 Succès   | Version Single | 3:35  | -                         |

## Reprises et hommages

### Reprises
En 1996, la chanson est reprise par Lio pour la compilation Les plus belles chansons françaises de 1985, proposée par les Éditions Atlas.
En 2003, Yoann Kelyann et Gabrielle Ducomble, deux candidats de l'émission À la recherche de la Nouvelle Star de M6, reprennent la chanson sur l'album Premiers tubes, qui comprend des reprises des premiers tubes de grandes stars de la chanson française.
En 2009, Philippe Katerine reprend Maman a tort lors d'un concert au Centre Pompidou, puis dans l'album 52 reprises dans l'espace avec Francis et ses peintres en 2011.
En 2023, le titre est interprété par Rebeka Warrior lors de l'Hyper Weekend Festival à la Maison de la Radio et de la Musique.

### Hommages
La chanson donne son nom à une émission sur Radio Campus Paris, qui s'intéresse aux questions de genre, à la sexualité et au féminisme.
En 2015, le romancier Michel Bussi rend hommage à la chanson en intitulant son roman Maman a tort.
Ce roman sera adapté pour la série télévisée Maman a tort en 2018.
En 2016, le cinéaste Marc Fitoussi nomme l'un de ses films Maman a tort.

## My Mum is Wrong
À la suite du succès de Maman a tort, l'éditeur Frédéric Leibovitz convainc Mylène Farmer d'enregistrer une version anglaise de la chanson, My Mum is Wrong, à la fin de l'année 1984.
Les paroles sont adaptées en anglais par Robert Fitoussi, qui n'est autre que le chanteur F. R. David, célèbre pour son titre Words. La musique reprend celle de Maman a tort, mais avec une rythmique légèrement différente.
Destinée au marché international, elle ne sera finalement exploitée que de façon confidentielle au printemps 1985.
Aucun vidéo-clip particulier n'a été enregistré pour ce titre. Aucune promotion n'a été faite non plus, que ce soit en télévision ou dans la presse.
La chanson ne figurera sur aucun album ni sur aucune compilation.

### Liste des supports
| A. | My Mum is Wrong | 3:47 |
| B. | Maman a tort    | 3:35 |

### Crédits
- Paroles : Jérôme Dahan et Robert Fitoussi
- Musique, production, arrangements et réalisation : Jérôme Dahan et Laurent Boutonnat
- Studio : Darras / Le Matin Calme / ADS
- Mixage : Hervé Le Coz
- Éditeur : Bertrand Le Page / Cézame[34]